# Chroniosuchus
Chroniosuchus è un genere estinto di tetrapodi, appartenente ai croniosuchi.  Visse nel Permiano superiore (circa 258 - 255 milioni di anni fa) e i suoi resti fossili sono stati ritrovati in Europa orientale (Russia). 

## Descrizione
Questo animale aveva un aspetto vagamente simile a quello di un coccodrillo, con un corpo compatto e corazzato, quattro brevi arti robusti, una lunga coda e un cranio dal muso allungato dotato di denti conici e aguzzi e dalle orbite leggermente sopraelevate. La lunghezza dell'intero animale doveva essere di circa un metro e mezzo, mentre il cranio era di circa 30 centimetri. La particolarità più notevole di Chroniosuchus è data dalla presenza nel cranio di una finestra antorbitale, di forma allungata e dalla funzione sconosciuta, situate tra le ossa jugale, prefrontale, lacrimale e mascellare. 
L'armatura dorsale era costituita da una serie di osteodermi ornamentati, piatti e larghi, che ricoprivano praticamente tutta la parte superiore del tronco. Le placche della coda erano più strette, e l'ultima era sprovvista delle larghe "ali". Le ali di ogni osteoderma si sovrapponevano a quelle immediatamente successive, e possedevano una superficie liscia anteriore; un processo ventrale centrale costituiva la parte centrale del sistema di articolazione di questi scudi. La volta cranica era dotata di un paio di basse creste lungo l'osso parietale, finemente ornate. Le orbite erano piuttosto ravvicinate. 

## Classificazione
Chroniosuchus venne descritto per la prima volta nel 1957 da Vjuschkov sulla base di fossili ritrovati nella zona di Iljinskoje in Russia. Oltre alla specie tipo, C. paradoxus, sono state ascritte altre specie a questo genere, distinte per il tipo di ornamentazione degli osteodermi (C. licharevi, C. mirabilis, C. vjuschkovi), ma solo C. licharevi sembrerebbe possedere una validità tassonomica. 
Chroniosuchus è il genere eponimo dei croniosuchi, un enigmatico gruppo di tetrapodi dalle affinità non chiare (forse ascrivibili ai rettiliomorfi), tipici del Permiano/Triassico di Asia ed Europa. Tra i croniosuchi, sembra che Chroniosuchus fosse strettamente imparentato con i più basali Chroniosaurus e Jarilinus, e che potesse essere vicino all'origine del grande Uralerpeton. 

## Paleobiologia
Chroniosuchus e i suoi stretti parenti sembrerebbero essere stati animali terrestri, a causa di uno scheletro ben ossificato, della presenza di un'armatura dorsale e della mancanza dei solchi della linea laterale.